# 芦蒿
芦蒿（学名：Artemisia selengensis），又名蒌蒿、水蒿、柳蒿、泥蒿等，中国古书称蘩、蔏、皤蒿、旁勃等，菊科蒿属多年生宿根草本植物，主要分布于亚洲东部、北部，丛生于湖泽江畔。

## 形態
芦蒿有地下茎，上生须根，入土深15至25厘米，粗1厘米左右，分节，节间长1至2厘米，上有潜伏芽。春季气温达到5摄氏度时，芽萌生，长成直立的地上茎，成株高1米以上，茎粗1至2厘米。叶绿色，其面无毛，背有粉色短密茸毛。叶呈羽状深裂，长10厘米左右，宽5至8厘米，裂片边缘有粗钝锯齿。秋季初期开花，头状花序，结瘦果，黑色无毛。冬季霜后地上部分枯死。

## 用途

### 食用

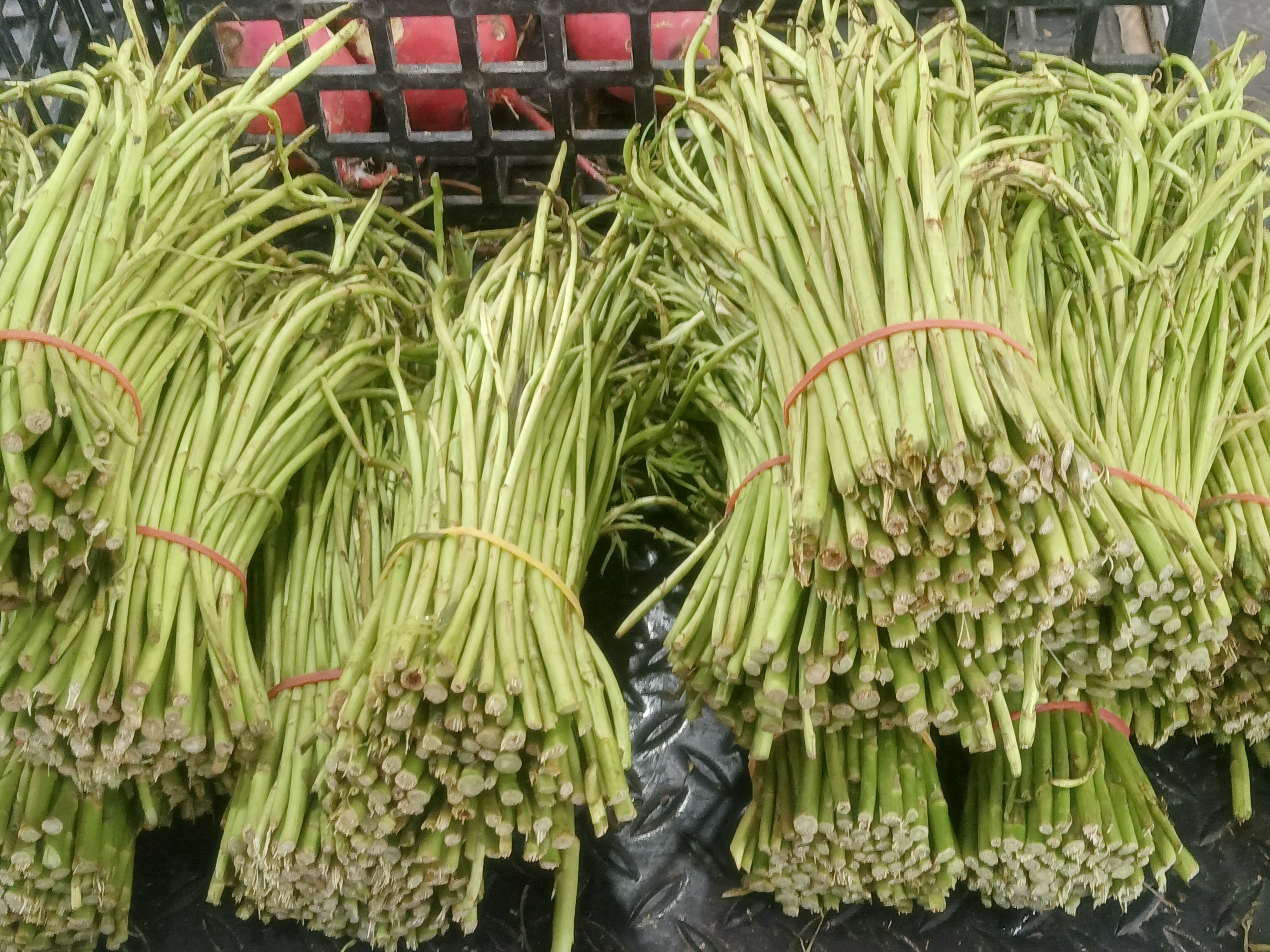
市场上出售的芦蒿

芦蒿的主要用途是作蔬菜，采其嫩茎食用，一般4月至6月应市。中国古籍诗经、左传、尔雅等书中即有记载，其后历朝诗文中亦是常见，以苏轼的“蒌蒿满地芦芽短，正是河豚欲上时。”一句最为有名。

### 藥用
宋朝人用蒌蒿、芦苇的幼芽、大白菜與河豚合烹，據說是可以解河豚的劇毒。
芦蒿营养丰富，每百克嫩茎含有蛋白质3.6克、灰分1.5克、钙730毫克、铁2.9毫克、胡萝卜素1.4毫克、维生素C49毫克、天门冬氨酸20.4毫克、谷氨酸34.3毫克、赖氨酸0.97毫克  （页面存档备份，存于）。也可为药用，其根性凉、味甘，叶性平、味甘。李时珍在本草纲目中记载：“气味甘无毒，主治五脏邪气、风寒湿痹、 补中益气、长毛发令黑、疗心悬、少食常饥、久服轻身、耳聪目明、不老，去热黄及心痛、治夏日暴水痢、治淋沥疾、利膈开胃、杀河豚鱼毒”（第十五卷草部·白蒿）。

## 外部連結
1. ↑  . 中国经济史论坛. （原始内容存档于2006-10-06）.
2. ↑  张耒《明道杂志》云：“河豚，水族之奇味，世传以为有毒，能杀人。余守丹阳及宣城，见土人户食之，其烹煮亦无法，但用蒌蒿、荻芽、菘菜三物，而未尝见死者。”郝懿行《尔雅义疏》：“盖蒌蒿可烹鱼，芦芽解河豚毒。见《本草》。”